# Даванцело (Фиренца)
Даванцело је насеље у Италији у округу Фиренца, региону Тоскана.
Према процени из 2011. у насељу је живело 52 становника. Насеље се налази на надморској висини од 107 м.